# Prova a fermarmi
Prova a fermarmi  è un romanzo del 2015 di Lee Child, il ventesimo che ha come protagonista Jack Reacher, ex poliziotto militare, girovago, duro e giusto.

## Trama
Jack Reacher si è congedato da oltre 15 anni e nei suoi vagabondaggi per gli Stati Uniti decide di fermarsi nel paesino agricolo di Mother's Rest. La popolazione è ostile e si capisce che nella zona sta succedendo qualcosa di grave quando Jack conosce l'investigatrice privata sinoamericana Michelle che non ha più notizie di un collega.
Tra assurde teorie complottistiche e deep web viene svelata un'atroce serie di uccisioni; Jack non avrà pietà per i "cattivi".